# Путешествие из Петербурга в Москву
«Путеше́ствие из Петербу́рга в Москву́» — наиболее известное произведение Александра Радищева. Опубликовано в Российской империи в мае 1790 года. Работа печаталась без указания автора в домашней типографии Радищева.

## Содержание
Повесть представляет собой собрание разрозненных фрагментов, связанных между собой названиями почтовых станций городов и деревень, мимо которых следует путешественник. Автор рисует картины современной ему России, уделяя основное внимание положению крепостных крестьян, угнетаемых помещичьим классом. Параллельно с этим Радищев смело и резко осуждает самодержавие. Кроме того, Радищев включил в повесть свою оду «Вольность» и «Слово о Ломоносове».
Также в повести есть большое число явных и скрытых цитат из других произведений художественной литературы, отдельные главы содержат наброски сюжетов, впоследствии ставших основой для известных произведений других авторов.

## История написания
С точки зрения формы, Радищев следует канонам жанра сентиментального путешествия, особенно популярного в континентальной Европе в 1780—1790-е годы. Эта форма является способом изложения мыслей Радищева об общественном устройстве России. Благодаря этому книга смогла пройти цензуру: цензор просмотрел только содержание, а так как главы романа называются по городам, то цензор счёл эту книгу путеводителем и пропустил её без прочтения. Печаталась книга в домашней типографии.

## Маршрут
Путешествие Радищева проходило по основному пути, соединяющему Санкт-Петербург с Москвой. Главы произведения названы по посещенным им населенным пунктам.
Санкт-Петербург → София → Тосно → Любань → Чудово → Спасская Полисть → Подберезье → Великий Новгород → Бронница → Зайцево → Крестцы → Яжелбицы → Валдай → Едрово → Хотилово → Вышний Волочёк → Выдропужск → Торжок → Медное → Тверь → Городня → Завидово → Клин → Пешки → Чёрная Грязь → Москва.

## Эпиграф
Эпиграфом к книге «Путешествие из Петербурга в Москву» Радищев взял стих из поэмы Тредиаковского, несколько видоизменив его: «Чудище обло, озорно, огромно, стозевно и лаяй». У Тредиаковского словами «Чудище обло, озорно, огромно, с тризевной и Лаей» описывается «Пёс Цербер», с которым в свою очередь сравнивается созерцание порочными царями в загробном мире своей истинной сущности в «Зерцале правды». Эта фраза стала крылатой и является символом негативного общественного явления.

## Последствия
Указом Екатерины II от 4 сентября 1790 года Радищев признавался «виновным в преступлении присяги и должности подданного изданием книги… наполненной самыми вредными умствованиями, разрушающими покой общественный, умаляющими должное ко властям уважение, стремящимися к тому, чтобы произвести в народе негодование противу начальников и начальства и наконец оскорбительными и неистовыми изражениями противу сана и власти царской». Радищева приговорили к смертной казни, но «по милосердию и для всеобщей радости» казнь была заменена десятилетней ссылкой в Илимский острог. Почти весь тираж романа был уничтожен. Сам роман оказался под запретом, снятым только в 1905 году. Однако роман расходился в списках и стал широко известен.
От первоначального издания книги, которое было уничтожено, уцелело всего несколько экземпляров, которые почитаются величайшей редкостью. Библиофил и библиограф Н. П. Смирнов-Сокольский писал о только 13 таких известных ему раритетах и особо отметил, что самым ценным из них был «экземпляр, бывший в тайной канцелярии» и купленный А. С. Пушкиным для личной библиотеки. В 1790—1820-е годы «Путешествие» ходило в нескольких сотнях списков. В 1836 году о Радищеве и его книге, в целом критически, с обширными цитатами, написал Пушкин для своего журнала «Современник». Статья не была пропущена цензурой. В 1840—1850-е годы «Путешествие…» было практически неизвестно читающей публике, во всяком случае нет никаких следов знакомства с «Путешествием» Белинского, Грановского, петрашевцев или даже Герцена до 1857 года.
Статья Пушкина «Александр Радищев» была впервые напечатана П. В. Анненковым в 1857 году, а в 1858 Герцен в Вольной русской типографии (Лондон) опубликовал один из рукописных списков «Путешествия», изобилующий неточностями. Весь тираж «Путешествия…», изданного А. А. Черкесовым в 1872 году, уже после отмены крепостного права, был уничтожен. Даже влиятельному Алексею Суворину к столетию выхода книги удалось добиться только разрешения на напечатание подарочного издания в количестве 100 экземпляров. Окончательно запрет на «Путешествие…» был снят в России только во время первой революции.
В советское время Радищев был признан «первым русским революционером», а его книга вошла в школьную программу.

## Критика
Сама же Екатерина II после прочтения сказала: «Бунтовщик — хуже Пугачёва! Тот, хоть царём прикинулся, монархический строй исповедовал, а этот, революцией, надумал на Руси учинить республику!»
Александр Сергеевич Пушкин так отозвался об этом произведении:

«Путешествие в Москву», причина его несчастия и славы, есть, как уже мы сказали, очень посредственное произведение, не говоря даже о варварском слоге. Сетования на несчастное состояние народа, на насилие вельмож и проч. преувеличены и пошлы. Порывы чувствительности, жеманной и надутой, иногда чрезвычайно смешны. Мы бы могли подтвердить суждение наше множеством выписок. Но читателю стоит открыть его книгу наудачу, чтоб удостовериться в истине нами сказанного.

При этом в юности Пушкин восхищался писателем, а к концу XIX века среди литературоведов распространилось мнение, что критика «поздним» Пушкиным Радищева являлась попыткой с помощью эзопова языка обойти цензуру и популяризировать Радищева.
Фёдор Достоевский по поводу «Путешествия…» и вообще стиля Радищева говорил, что «обрывки и кончики мыслей» у него соседствуют с вольными переводами французских просветителей.
Николай Бердяев писал:

Когда Радищев в своём «Путешествии из Петербурга в Москву» написал слова: «Я взглянул окрест меня — душа моя страданиями человечества уязвлена стала», — русская интеллигенция родилась.

## В фильмографии
В 2014 году на телеканале «Дождь» вышел документальный фильм Андрея Лошака «Путешествие из Петербурга в Москву: особый путь».